# Liopeltis stoliczkae
Liopeltis stoliczkae — вид змій родини вужеві (Colubridae). Вид мешкає у тропічних лісах на сході Індії, у М'янмі. Максимальний розмір тіла самця сягає 82,5 см, самиці — 75 см. Вид названий на честь австрійського дослідника Фердинанда Столичка.